# Holz (Gemeinde Behamberg)
Holz ist ein Ort im Mostviertel in Niederösterreich und gehört zur Gemeinde Behamberg im Bezirk Amstetten.

## Geographie
Der Ort Holz befindet sich direkt östlich von Steyr, 2 Kilometer nordwestlich vom Ort Behamberg. Das Dorf liegt oberhalb der Enns, im voralpinen Riedelland auf um die 390 m ü. A. Höhe.
Er liegt an der B122 Voralpen Straße, die von Amstetten kommend hier hinunter in Ennstal bei Steyr führt. Die B42 Haager Straße von Haag mündet knapp nördlich, zwischen Wanzenöd und Holz.
Der Ort umfasst etwa 40 Adressen und ist ein Teil der zerstreuten Häuser Wachtberg der Katastralgemeinde und Ortschaft Wanzenöd.
Der Adressbereich Holz findet sich aber auf den Anhöhen nördlich, zwischen Ramingdorf und Tröstlberg, und umfasst auch das Dorf Oedt und die Rotte Pühring, nicht aber Heuberg (Adressen Heuberg) und Wanzenöd (Adressen Wachtberg), noch das Dorf Holz selbst.
| Heuberg                                                   |                                             | Wanzenöd                   |
| Münichholz (Stt.) Fischhub (Stt.) (beide Std.. Steyr, OÖ) | Kompassrose, die auf Nachbargemeinden zeigt | Knarzhub                   |
|                                                           | Blindhof                                    | Eglschachen (O u. KG Penz) |

## Geschichte
Holz gehörte zur Herrschaft Steyr respektive Herrschaft Ramingdorf. Der Ort hieß früher auch Holzhauser, und findet sich um 1830 mit 7 Häusern und 45 Einwohnern genannt.
Holz war bis 1923 eine der fünf Ortschaften der Gemeinde (mit Hammer/Hinterberg und Ramingdorf/Minichholz), seit dem Ortsverzeichnis 1923 heißt die Ortschaft hier Wanzenöd wie die Katastralgemeinde.

## Nachweise
1. 1 2 3  Franz [Xavier Joseph] Schweickhardt Ritter von Sickingen: Darstellung des Erzherzogthums Oesterreich unter der Ens. 10. Band, 2. Reihe Viertel Ober-Wienerwald, 1838, Holz, S. 107 f (Digitalisat, Google, vollständige Ansicht).
2. 1 2  Franz Raffelsperger: Allgemeines geographisch-statistisches Lexikon aller Österreichischen Staaten. 3. Band (Ha–Kz), 2. Auflage, Verlag k.k. a.p. Typo-geographische Kunstanstalt, 1846, S. 13, Sp. 2, 3. Eintrag Holz (Digitalisat, Google, vollständige Ansicht).
3. ↑  So in der Josephinischen Landesaufnahme um 1780 (Alle Landesaufnahmen online auf Arcanum/Österreichisches Staatsarchiv: mapire.eu).
4. ↑  Österreichischer Arbeitskreis für Stadtgeschichtsforschung, Ludwig Boltzmann-Institut für Stadtgeschichtsforschung (Hrsg): Forschungen zur Geschichte der Städte und Märkte Österreichs. Band 2, Verlag J. Wimmer, 1989, Behamberg, S. 259